# Feins
Feins é uma comuna francesa na região administrativa da Bretanha, no departamento Ille-et-Vilaine. Estende-se por uma área de 20,56 km². Em 2010 a comuna tinha 1 015 habitantes (densidade: 49,4 hab./km²).